# Comptosia acantha
Comptosia acantha är en tvåvingeart som beskrevs av Yeates 1991. Comptosia acantha ingår i släktet Comptosia och familjen svävflugor.
Artens utbredningsområde är Western Australia. Inga underarter finns listade i Catalogue of Life.